# HMAS Stuart (1918)
HMAS Stuart — лидер эскадренных миноносцев типа «Скотт». Корабль был построен для Королевского флота Великобритании верфью Hawthorn Leslie and Company как HMS Stuart, вошёл в строй 21 декабря 1918 года. В 1933 году передан ВМС Австралии, после чего назывался HMAS Stuart. В 1938 году выведен в резерв, однако 1 сентября 1939 года вновь введён в строй в связи с началом Второй мировой войны. После ввода в строй стал флагманом австралийской флотилии эсминцев.
В составе австралийской флотилии, действовавшей на Средиземном море, «Стюарт» участвовал в кампании в Западной Пустыне, бое у Калабрии, сражении у мыса Матапан, потоплении итальянской подводной лодки «Гондар», эвакуации союзных войск из Греции и Крита, а также в операции по снабжению осаждённого Тобрука. В конце 1941 года вернулся в Австралию для ремонта и модернизации, большую часть 1942 и 1943 годов провёл в австралийских водах. В начале 1944 года «Стюарт» был переоборудован в корабль снабжения и войсковой транспорт, в этом качестве действовал в водах Австралии и Новой Гвинеи. В 1946 году выведен в резерв, в начале 1947 года продан на слом.

## Служба

### ВМС Великобритании (1918—1933)
Вступив в строй Королевского флота в декабре 1918 года, «Стюарт» большую часть службы находился на Средиземном море в составе 2-й флотилии эсминцев. В 1919—1920 годах «Стюарт» действовал на Чёрном море во время интервенции союзников на Юге России. В апреле 1919 года эсминец был послан в Ялту после того, как в Крыму начались боевые действия. В марте 1920 года «Стюарт» принял на борт членов британской военной миссии, эвакуировавшейся из-за наступавших на Новороссийск большевиков.
Помимо действий против большевиков эсминец привлекался для поддержки греческих операций против турок. Так, «Стюарт» совместно с другими кораблями союзников находился в охранении войсковых транспортов в ходе греческой оккупации Смирны в мае 1919 года, и в июле 1920 года — во время высадки в Пандерме.
В начале 1921 года «Стюарт» базировался на Константинополь, с ноября 1918 года оккупированный войсками Антанты.
После 1923 года активность Средиземноморского флота Великобритании вошла в мирное русло и остаток десятилетия эсминец был вовлечён в рутинную службу мирного времени. В мае 1933 года корабль был выведен в резерв. «Стюарт» вместе с четырьмя эсминцами типов V и W было решено передать ВМС Австралии на замену ранее служивших там эсминцев. Бывший британский лидер должен был стать заменой австралийскому лидеру «Анзак». 11 октября 1933 года «Стюарт» вошёл в состав ВМС Австралии. 17 октября лидер вместе с четырьмя эсминцами покинул Чатем и 21 декабря флотилия прибыла в Сидней.

### ВМС Австралии (1933—1946)
1 июня 1938 года выведен в резерв, в предшествующие годы служба «Стюарта» проходила в австралийских водах. С 29 сентября по 30 ноября 1938 года снова находился на активной службе. Вновь введён в строй 1 сентября 1939 года (командир корабля — коммандер Гектор Уоллер (англ. Hector Waller)). 14 октября «Стюарт» вывел австралийскую флотилию эсминцев из Сиднея, 2 января 1940 года корабли прибыли на Мальту, образовав 19-й дивизион эскадренных миноносцев. 20 мая 19-й дивизион объединили с 20-м, образовав 10-ю флотилию эскадренных миноносцев. 9 июля «Стюарт» лидировал 10-ю флотилию в бою у Калабрии. Помимо действий на море «Стюарт» оказывал артиллерийскую поддержку сухопутным войскам, сражавшимся с итальянцами в Западной пустыне. 30 сентября 1940 года «Стюарт» атаковал итальянскую подводную лодку «Гондар», вынудив экипаж затопить лодку и сдаться.
22 января 1941 года «Стюарт» оказывал артиллерийскую поддержку 6-й австралийской дивизии во время взятия ею итальянского порта Тобрук. В конце марта того же года «Стюарт» принял участие в сражении у мыса Матапан; торпеда «Стюарта» поразила повреждённый итальянский тяжёлый крейсер «Зара».

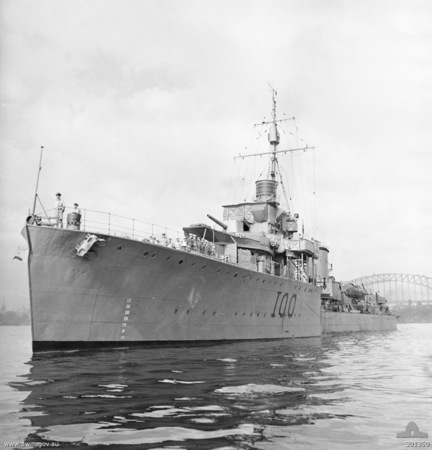
«Стюарт» в гавани Сиднея в 1944 году после переоборудования

В апреле 1941 года участвовал в эвакуации союзных войск из Греции, в мае — с острова Крит. 13 апреля совместно с канонерской лодкой «Нэт» и эсминцем «Гриффин»  обстреливал цели в районе Эс-Саллума. С июня по июль привлекался к снабжению осаждённого гарнизона Тобрука, совершив 24 рейса в осаждённый город. Из-за поломки левой машины 22 августа отправился на ремонт в Австралию, 27 сентября прибыл в Мельбурн, где встал на ремонт и переоборудование, завершившиеся в апреле 1942 года. После ввода в строй участвовал в охранении конвоев и противолодочном патрулировании в восточных водах Австралии. В конце 1943 года выведен в резерв, в начале 1944 года началось переоборудование «Стюарта» в корабль снабжения и войсковой транспорт. После переоборудования действовал в новом качестве в водах Австралии и Новой Гвинеи до января 1946 года.
27 апреля 1946 года выведен в резерв. 3 февраля 1947 года продан на слом фирме T. Carr and Company, 21 февраля передан на верфь для разделки на металл.